# Oddernes
Oddernes is een stadsdeel van de Noorse stad Kristiansand. Tot 1965 was Oddernes een zelfstandige gemeente.

## Naam
Oddernes is vernoemd naar een de boerderij Oddernæs (Oudnoors: Otruness). Het eerste gedeelte van die naam komt van de rivier Otra. Nes betekent landtong. Beide namen samen betekent dus de landtong in de rivier Otra.

## Geschiedenis
Op 1 januari 1838 werd Oddernes als zelfstandige gemeente opgericht. Volgens een telling in 1835 woonden destijds 2.373 personen in de gemeente. Op 31 december 1893 werd het gebied Randesund van de gemeente afgescheiden om een gemeente te vormen. In de gemeente Oddernes bleven 3.076 inwoners achter. Op 1 juli 1921 werd Lund van de gemeente (2.164 inwoners) afgescheiden om bij de gemeente Kristiansand te worden toegevoegd als aparte wijk. De rest van de gemeente volgde op 1 januari 1965, samen met de naburige gemeenten Randesund en Tveit. Oddernes had destijds een inwonertal van 18.668 inwoners.
Fagerholt/Justvik · Flekkerøy · Grim · Hånes · Høllen · Kvadraturen · Lund · Mosby · Nodeland · Oddernes · Randesund · Søm · Tangvall · Tinnheia/Hellemyr · Torridal · Tveit · Vågsbygd